# Robert Muench
Robert William Muench (ur. 28 grudnia 1942 w Louisville, Kentucky) – amerykański duchowny katolicki, w latach 2001–2018 biskup Baton Rouge w metropolii Nowy Orlean.
Urodził się w rodzinie Williama Anthony'ego (1910–2011) i Mary Kathryn z domu Allgeier. Gdy miał trzy lata Muenchowie przeprowadzili się do Nowego Orleanu. Tam ukończył seminaria św. Józefa i Notre Dame. W latach 1964–1968 studiował na Katolickim Uniwersytecie Ameryki. 18 maja 1968 otrzymał święcenia kapłańskie. Był nauczycielem w Seminarium Przygotowawczym św. Jana Vianneya, służąc jednocześnie duszpastersko w wielu parafiach. W 1989 został wikariuszem generalnym, a rok później także moderatorem kurii archidiecezji Nowy Orlean.
8 maja 1990 otrzymał nominację na biskupa pomocniczego Nowego Orleanu ze stolicą tytularną Mactaris. Sakry udzielił mu metropolita Francis Schulte. 5 stycznia 1996 mianowany ordynariuszem Covington w metropolii Louisville. Podczas swych rządów przyczynił się do renowacji diecezjalnej bazyliki katedralnej. 15 grudnia 2001 przeniesiony na biskupstwo Baton Rouge.
26 czerwca 2018 papież przyjął jego rezygnację z pełnionego urzędu.